# Henri Beuchat

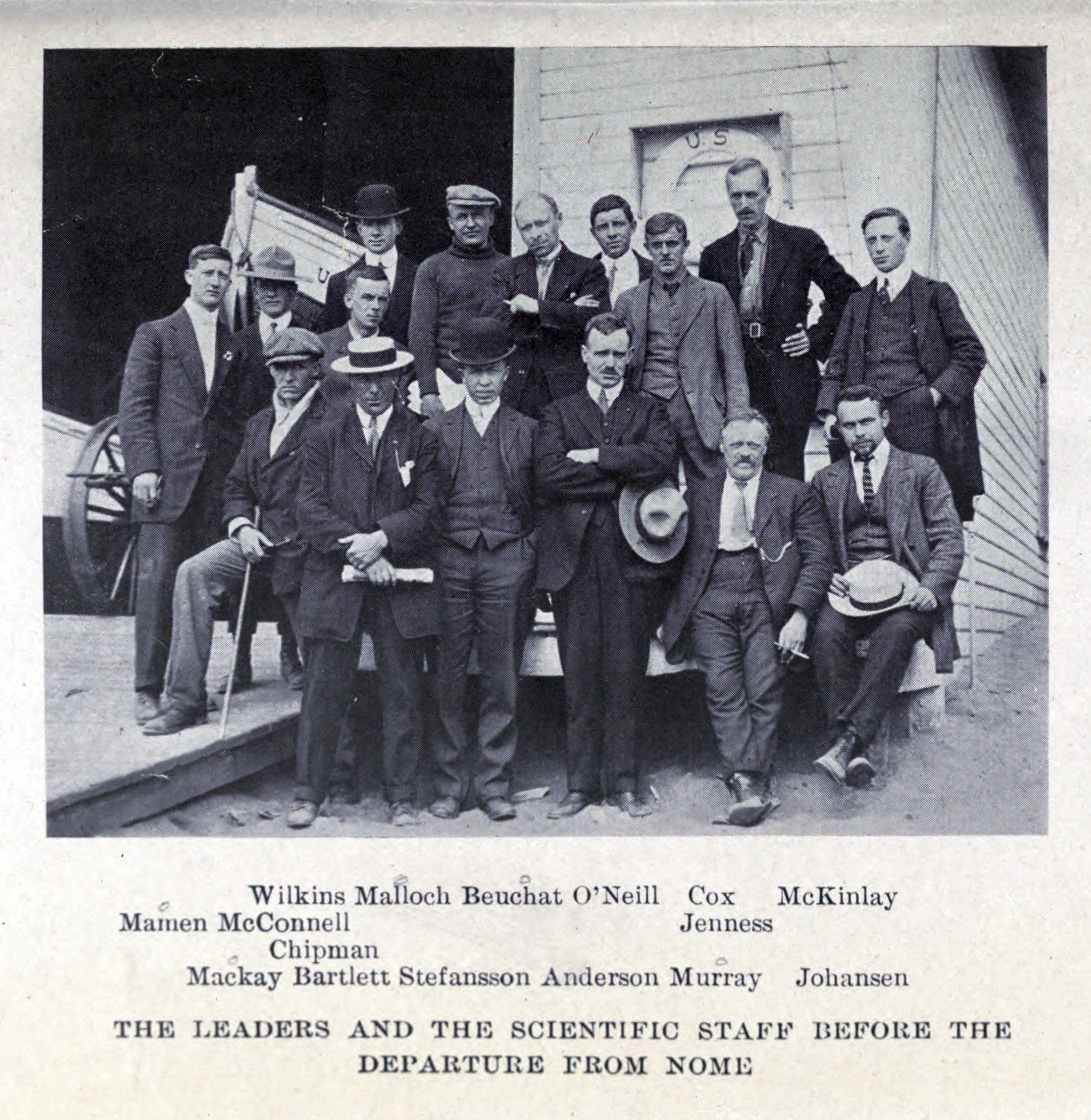
„The leaders and the scientific staff before the departure from Nome“ (Die Leiter und das wissenschaftliche Personal vor der Abreise aus Nome - Kanadische Arktisexpedition 1913–1916)

Henri Beuchat (geb. 1878; gest. 1914) war ein französischer Anthropologe und Amerikanist.

## Leben und Werk
Henri Beuchat wurde 1878 geboren. Er war Mitglied der von Vilhjálmur Stefánsson (1879–1962) geleiteten Kanadischen Arktisexpedition von 1913–1918. Der Hoffnungsträger der Archäologen und Anthropologen aus der Amerikanistik kam 1914 nach dem Untergang des Expeditionsschiffes Karluk bei dem Versuch, mit drei anderen Passagieren (Alistair Mackay, James Murray, Stanley Morris) das Festland zu erreichen, auf tragische Weise ums Leben.

Letzte Reise der Karluk (grün: Hinfahrt; rot: Abdrift im Eis; gepunktet: Marsch des Mannschaft; gestrichpunktet: Bartletts Marsch)

Beuchat ist Verfasser eines Manuel d’archéologie américaine (Handbuch der amerikanischen Archäologie) mit einem Vorwort von M. H. Vignaud, dem Präsidenten der Société des Américanistes de France, das sich mit dem prähistorischen Amerika und seinen verschwundenen Zivilisationen beschäftigt und den gesamten amerikanischen Kontinent abdeckt.
Ein Werk der vergleichenden Religionswissenschaft, das aus der Zusammenarbeit zwischen Beuchat und Marie Lahy-Hollebecque (1880–1957) entstand, ist das Buch Les Religions. Étude historique et sociologique du phénoméne religieux (Die Religionen. Historische und soziologische Studie über das Phänomen der Religion). René Chaillié, ein Schüler von Marcel Mauss, schrieb das Vorwort.
Seine vielleicht bekannteste Arbeit mit dem Titel Essai sur les variations saisonnières des sociétés Eskimos. Étude de morphologie sociale (Versuch über die jahreszeitlichen Schwankungen der Eskimo-Gesellschaften. Studie zur Sozialmorphologie) schrieb er zusammen mit Marcel Mauss, sie wurde auch ins Englische übersetzt.
1913 war er mit dem Prix des Dames ausgezeichnet worden.

## Publikationen (Auswahl)
- Marcel Mauss, Henri Beuchat, « Essai sur les variations saisonnières des sociétés Eskimos. Étude de morphologie sociale », L’Année sociologique, Félix Alcan, 1904 Digitalisat

(englische Übersetzung) Seasonal Variations of the Eskimo a Study in Social Morphology. Translated with a foreword by James Fox. Routledge & Kegan Paul, London 1979, ISBN 071000205X, ISBN 9780710002051
- Henri Beuchat, Paul Rivet, Contribution à l'étude des langues Colorado et Cayapa, république de l'Équateur, 1907 Digitalisat
- Manuel d’archéologie américaine (Amérique préhistorique - Civilisations disparues). Préface par M. H. Vignaud Président de la Société des Américanistes de France, Librairie Alphonse Picard et Fils, 1912 Digitalisat
- Henri Beuchat, Paul Rivet, 1908, La famille linguistique Zaparo, « Journal de la Société des américanistes[3] », vol. 5, p. 235–249 Digitalisat
- (mit Mary Hollebecque) Les Religions. Étude historique et sociologique du phénoméne religieux. (Préface de René Chaillié). Paris, Librairie Marcel Rivière et Cie, 1910, Reihe: "Athèna", hrsg. von Jean Maurice Lahy.
- G. E. Crich: In search of heroes : an historical novel Air Ronge, Saskatchewan : Northwinds, 1990, ISBN 0969520905